# Perasis carpenteri
Perasis carpenteri är en tvåvingeart som beskrevs av H. Oldroyd 1970. Perasis carpenteri ingår i släktet Perasis och familjen rovflugor. Inga underarter finns listade i Catalogue of Life.